# Heinz Bothe
Heinz Bothe (* 4. Oktober 1927 in Hannover; † 23. Februar 2017) war ein deutscher Fußballspieler.
Der Mittelläufer stand 1954 mit Hannover 96 im Finale um die deutsche Meisterschaft, das die Norddeutschen gegen den hoch favorisierten 1. FC Kaiserslautern mit 5:1 gewannen. Bothe war einer der Garanten dafür, dass den „Roten Teufeln“ in diesem Spiel nur ein Tor gelang. Die Presse nannte den Abwehrchef „Fels in der Brandung“, der damalige 96-Torwart Hans Krämer sagte über ihn: „Beim Kopfball und im Zweikampf nicht zu schlagen.“
Heinz Bothe hat in seiner Karriere niemals den Verein gewechselt. Bereits mit 16 Jahren stand er 1944 erstmals in der 1. Mannschaft von Hannover 96. Bis 1958, als er seine Karriere wegen einer Knieverletzung beenden musste, brachte er es auf 252 Oberliga-Einsätze. Zwischen 1947 und 1958 bestritt er 235 Einsätze in der Oberliga Nord, in denen er 1 Tor schoss. Ebenfalls wurde er in 12 Endrundenspielen zur deutschen Fußballmeisterschaft eingesetzt. Weiters kam er zu einem Einsatz im DFB-Vereinspokal. Er wurde außerdem mehrfach in die Niedersachsen- und die Nordwestdeutsche Auswahl berufen. Bis heute (Stand 2010) ist Bothe Rekordspieler der Roten.
Nach seiner Karriere machte sich Heinz Bothe als Automaten-Kaufmann selbständig. Hannover 96 blieb er weiter treu, war in den 1970er Jahren Mitglied des Verwaltungsrats. Mit persönlichen Bürgschaften retteten die gewählten Mitglieder des Gremiums den damals hoch verschuldeten Club vor der Insolvenz. Heinz Bothe lebte zuletzt als Rentner in Hannover.